# 안재민 (배우)
안재민(1986년 5월 4일 ~ )은 대한민국의 배우이자 가수이다.

## 학력
- 동국대학교 연극학부 학사

## 출연 작품

### 드라마
- 《스크린》 (2003년, SBS) - 도시탈출 남주인공 역
- 《폭풍 속으로》 (2004년, SBS) - 후계자 역
- 《MBC 베스트극장 - 베리메리크리스마스》 (2004년, MBC) - 호준 역
- 《KBS 드라마 스페셜 연작 시리즈 - 락 ROCK 樂》 (2010년, KBS2)
- 《그대로도 괜찮아》 (2011년, KBS2) - 유성 역
- 《내 사랑 내 곁에》 (2011년, SBS) - 석빈 친구 역
- 《막돼먹은 영애씨》 (2012년, tvN) - 안재민 역
- 《신사의 품격》 (2012년, SBS) - 유성재 역
- 《패밀리》 (2012년, KBS2) - 사기꾼 역
- 《산 너머 남촌에는 2》 (2012년, KBS1) - 종희 역
- 《맏이》 (2013년, JTBC) - 이준수 역
- 《당신만이 내사랑》 (2014년, KBS1) - 조 피디 역
- 《고맙다, 아들아》 (2015년, KBS2) - 장재우 역
- 《울지 않는 새》 (2015년, tvN) - 이태현 역
- 《행복을 주는 사람》 (2016년, MBC) - 명왕성 역
- 《병원선》 (2017년, MBC)
- 《레버리지》 (2019년, TV조선)

### 영화
- 《식객》 (2007년) - 교도소 밴드 역
- 《오리인형표류기》 (2011년)
- 《오직 그대만》 (2011년)
- 《버킷 리스트》 (2011년)
- 《밀크보이즈 》 (2012년)
- 《보이콧 선언》 (2013년) - 남상문 역
- 《인생은 새옹지마》 (2014년)
- 《이것이 우리의 끝이다》 (2014년) - 성준 역
- 《꽃보다 처녀귀신》 (2015년)
- 《아내를 죽였다》 (2019년) - 아수라 역

### 방송
- 《서바이벌 스타오디션》 (2006년, KBS2)
- 《방귀대장 뿡뿡이》 (2013년, EBS) - 짜잔형(4대)

### 뮤직비디오
- 주보라 - Want You (2009년)
- 이지혜 - 길을 잃었어 (2010년)

## 음반
- 《The Present》 (2010년)
- 《Brand New `Ttae Ssan`》 (2011년)
- 《Brand New `Ttaessan` Part 2》 (2011년)
- 《두근두근 + REPACKAGE》 (2011년)

## 수상
- 2006년 EBS 청소년영화제 대상
- 2012년 제1회 NEO한류신인대상 코미디부문 신인상